# Kirche von Valleberga
Die Kirche von Valleberga ist eine Kirche in der schwedischen Gemeinde Ystad, in der Ortschaft Valleberga. Sie liegt in der Församling Löderup, fünf Kilometer nördlich von Kåseberga sowie 18 Kilometer östlich von Ystad und ist Teil des Bistums Lund.
Die aus Kalkstein erbaute Kirche besteht aus Schonens einziger Rundkirche aus dem Jahr 1190 mit einem Kastal, einem Choranbau von 1343 sowie einem jüngeren Langhaus von 1790, das nach 1900 im Jugendstil dekoriert wurde. Der Altar, der eine Figur des Petrus und eine des Paulus zeigt, stammt aus dem 16. Jahrhundert, die Kanzel aus dem Jahr 1619. 
Sehenswert ist vor allem das romanische Taufbecken, das von dem anonymen, erst im 20. Jahrhundert so bezeichneten Magister Majestatis Domini (oder auch einfach Majestatis genannt) um 1260 gefertigt wurde.
Im Kastal der Kirche steht der Runenstein von Valleberga.

Kirche von Valleberga
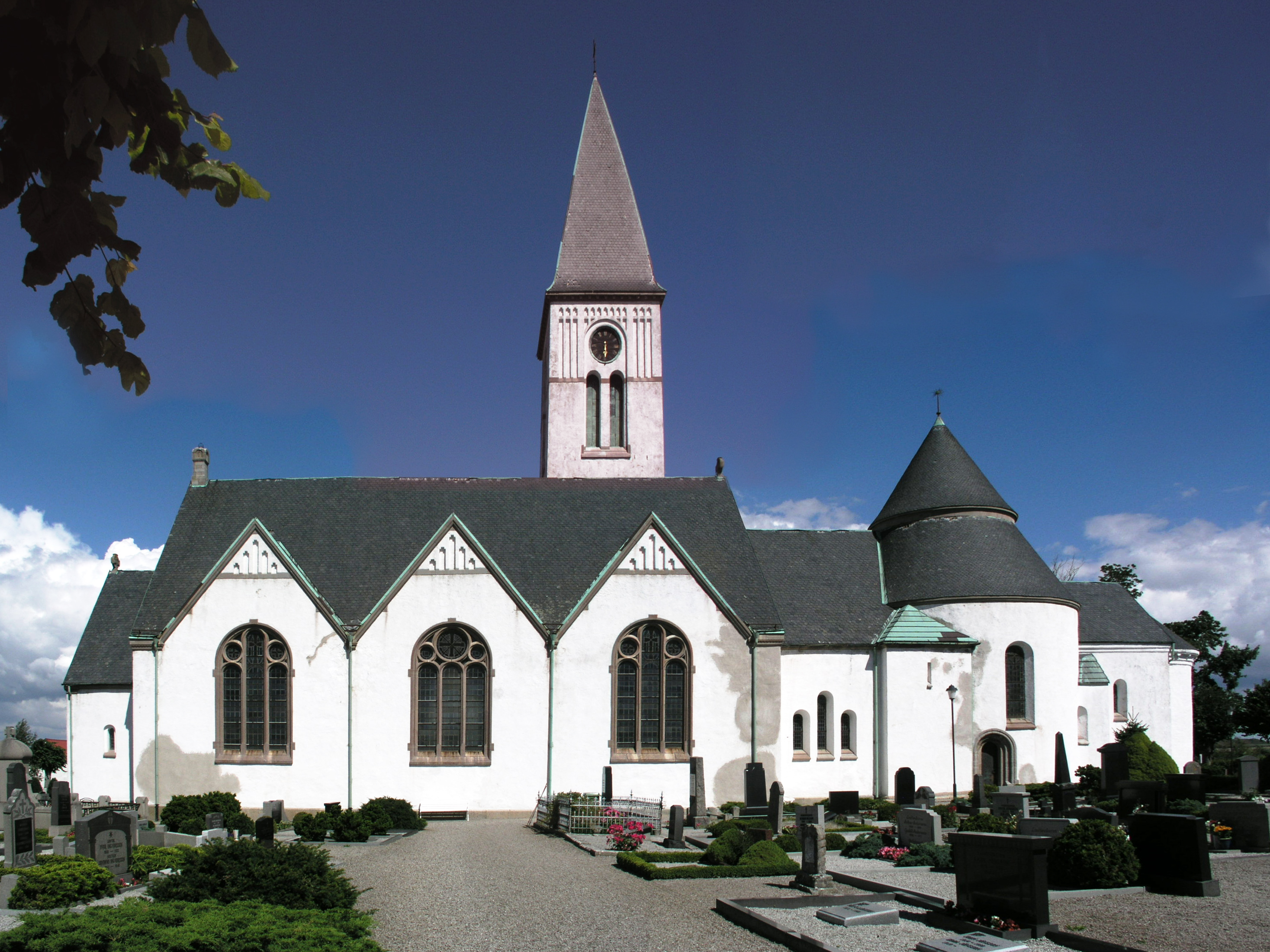
Kirche von Valleberga
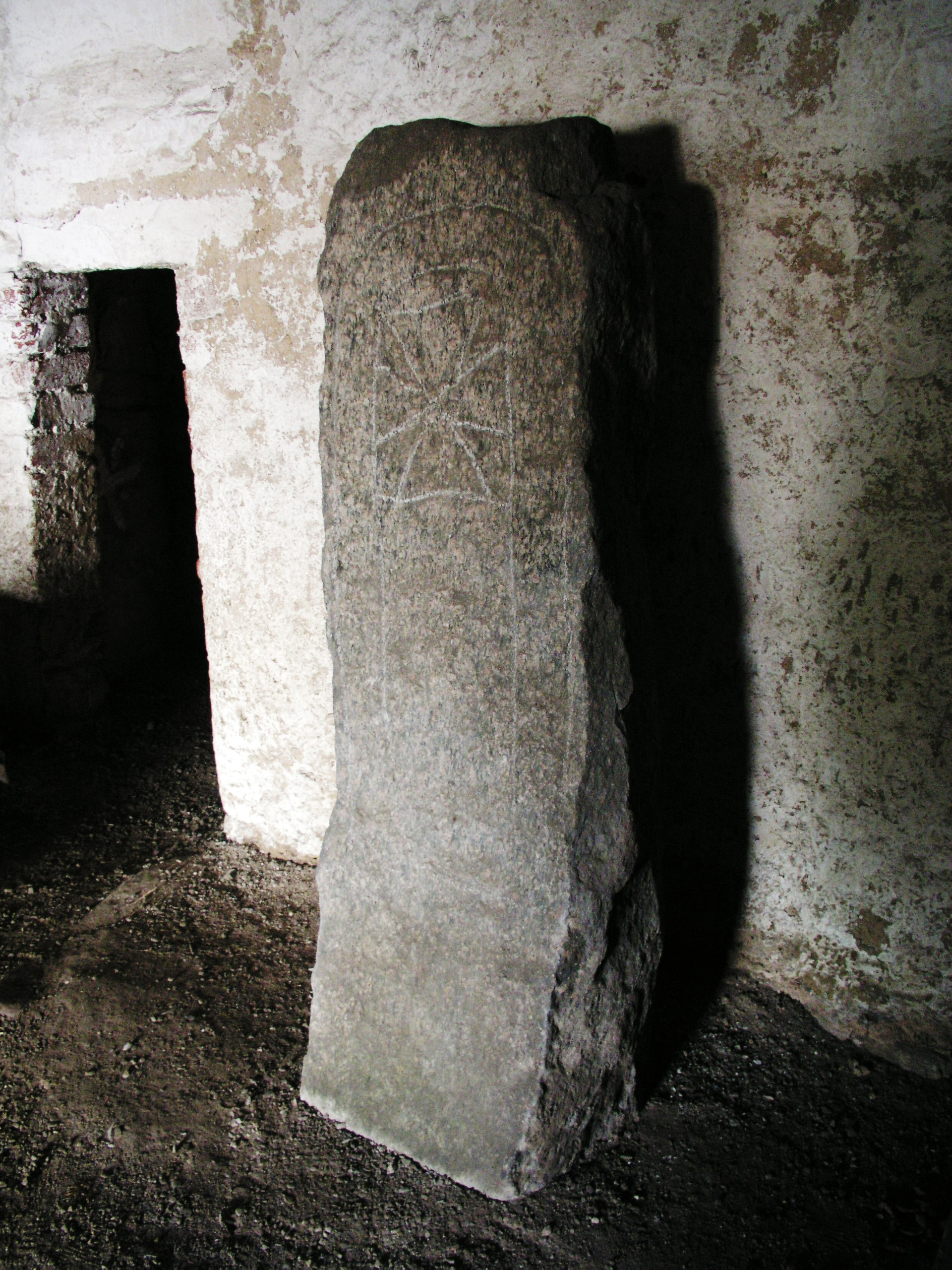
Runenstein
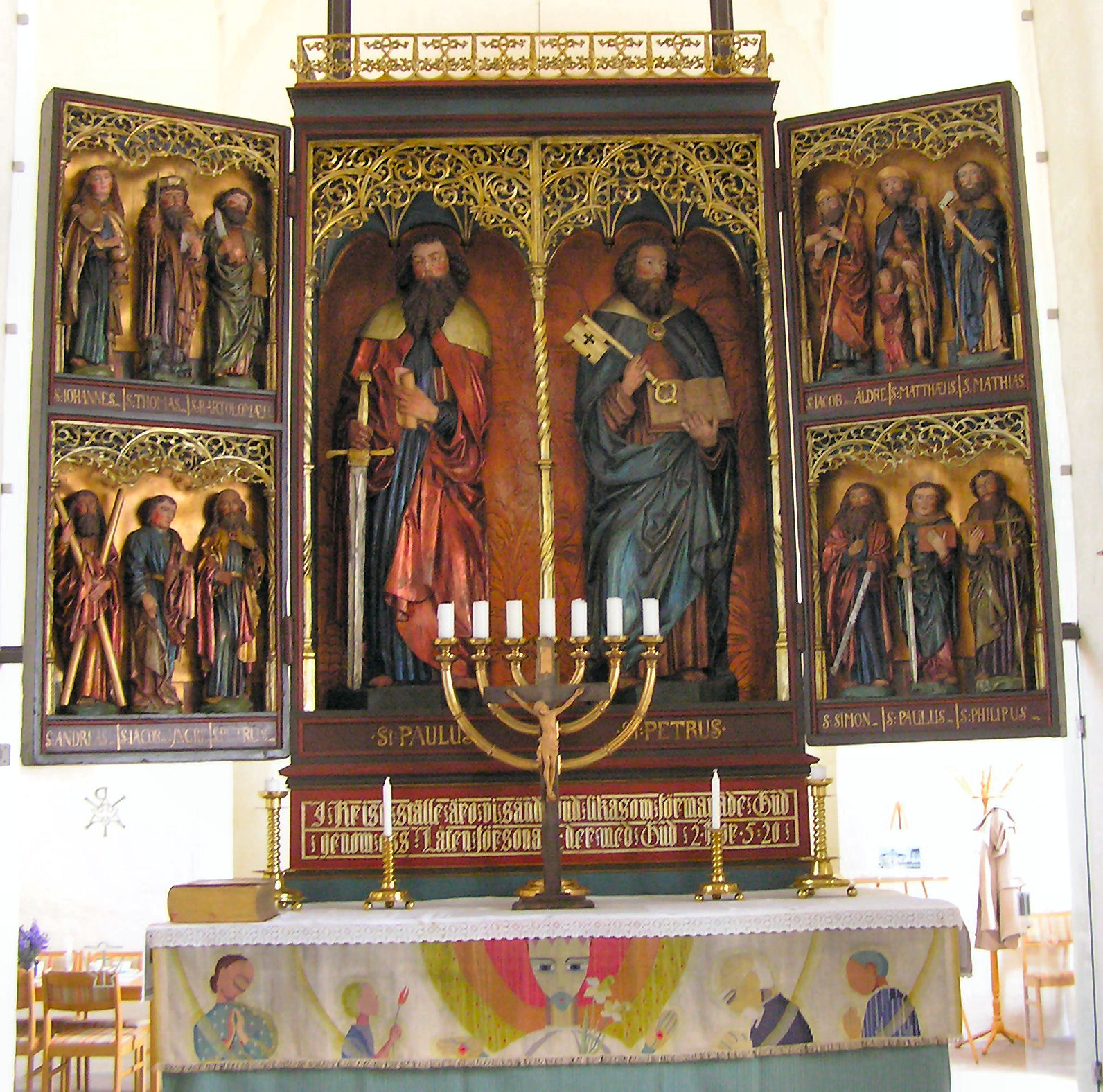
Altar
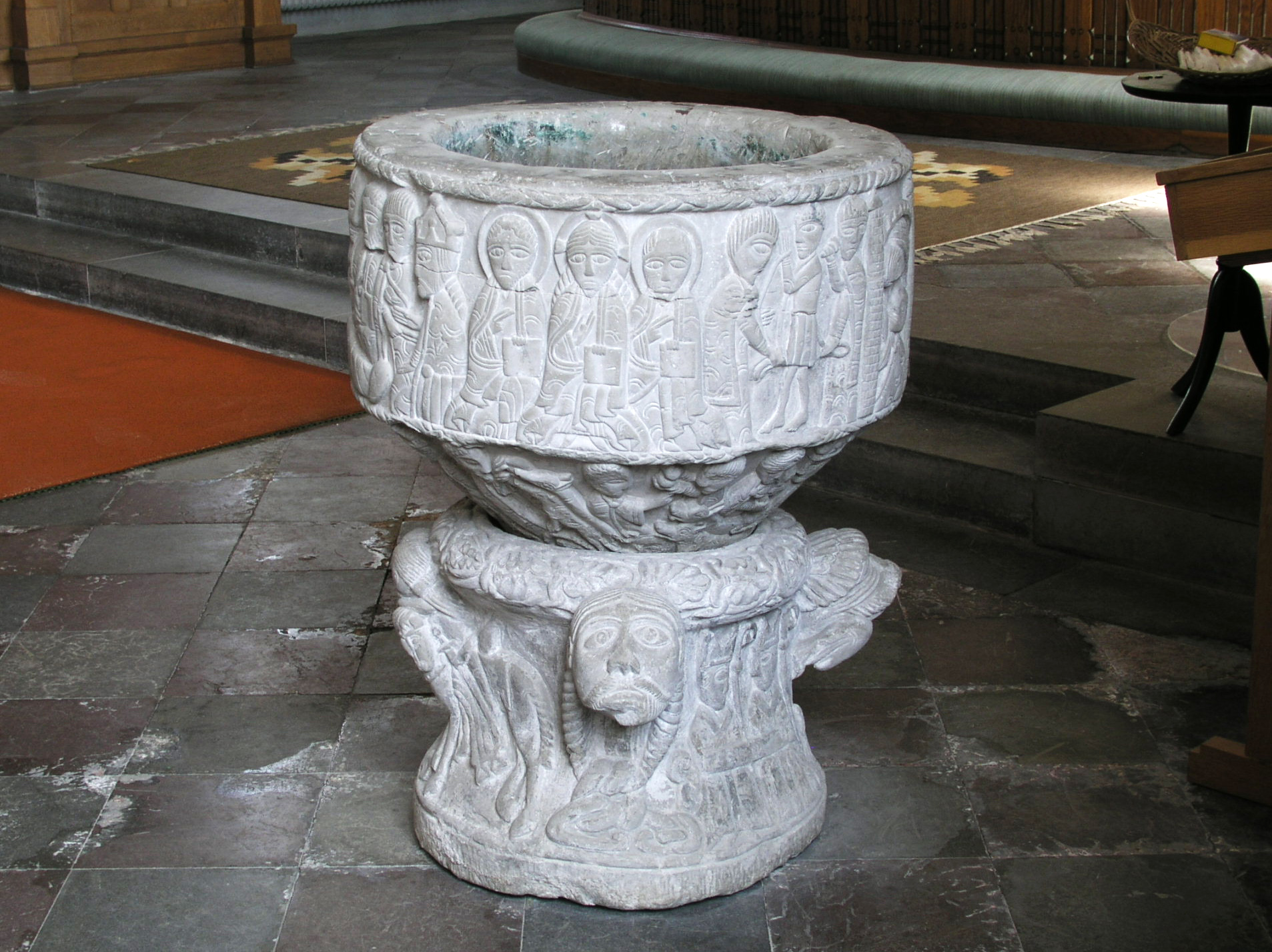
Taufbecken